# Ciudad del Carmen
Ciudad del Carmen egy város Mexikóban, Campeche államban, a Mexikói-öböl partján. Lakossága 2010-ben meghaladta a 169 000 főt.

## Földrajz

### Fekvése
A város a Mexikói-öböl partján, a Laguna de Términos lagúna és az öböl közti Carmen-sziget délnyugati végén épült fel. A szárazföldi Atasta-félszigettel Latin-Amerika egyik leghosszabb hídja, az 1994-ben épült Zacatal híd köti össze.

### Éghajlat
A város forró, nyáron és ősszel csapadékos. Minden hónapban mértek már legalább 37 °C-os hőséget, a rekord elérte a 44 °C-ot is. Az átlagos hőmérsékletek a januári 24,0 és a májusi 29,8 fok között váltakoznak, fagy nem fordul elő, sőt, 10 fok alá sem csökken a hőmérséklet. Az évi átlagosan 1593 mm csapadék időbeli eloszlása nagyon egyenetlen: a júniustól novemberig tartó 6 hónapos időszak alatt hull az éves mennyiség közel 80%-a.
| Hónap                                   | Jan. | Feb. | Már. | Ápr. | Máj. | Jún. | Júl. | Aug. | Szep. | Okt. | Nov. | Dec. | Év   |
| --------------------------------------- | ---- | ---- | ---- | ---- | ---- | ---- | ---- | ---- | ----- | ---- | ---- | ---- | ---- |
| Rekord max. hőmérséklet (°C)            | 38,0 | 38,0 | 38,0 | 42,0 | 44,0 | 41,0 | 38,0 | 39,0 | 41,0  | 38,0 | 41,0 | 37,0 | 44,0 |
| Átlagos max. hőmérséklet (°C)           | 28,6 | 30,0 | 32,0 | 34,4 | 35,3 | 34,3 | 33,6 | 33,6 | 33,0  | 31,4 | 30,0 | 28,5 | 32,1 |
| Átlaghőmérséklet (°C)                   | 24,0 | 24,9 | 26,5 | 28,7 | 29,8 | 29,3 | 28,6 | 28,7 | 28,3  | 27,0 | 25,5 | 24,1 | 27,1 |
| Átlagos min. hőmérséklet (°C)           | 19,4 | 19,8 | 21,0 | 23,1 | 24,3 | 24,2 | 23,6 | 23,7 | 23,6  | 22,5 | 21,1 | 19,7 | 22,2 |
| Rekord min. hőmérséklet (°C)            | 10,0 | 10,0 | 10,0 | 13,0 | 18,0 | 20,0 | 19,0 | 20,0 | 19,0  | 17,0 | 13,0 | 12,0 | 10,0 |
| Átl. csapadékmennyiség (mm)             | 52   | 42   | 49   | 28   | 89   | 208  | 170  | 199  | 295   | 257  | 117  | 88   | 1593 |
| Forrás: Servicio Meteorológico Nacional |      |      |      |      |      |      |      |      |       |      |      |      |      |

## Népesség
A település népessége a közelmúltban folyamatosan és gyorsan növekedett:
| Év   | Lakosság |
| ---- | -------- |
| 1990 | 83 806   |
| 1995 | 114 360  |
| 2000 | 126 024  |
| 2005 | 154 197  |
| 2010 | 169 466  |

## Története
A Carmen-szigetet 1518-ban fedezték fel a spanyolok, 1558-ban kalózok támadták meg. Alonso F. De Andrade 1716-ban San Felipe néven faerődöt létesített, amelyet az angolok megtámadtak, de a védők visszaverték őket. Hamarosan ekörül az erőd körül kezdett kialakulni a város. A helyiek egyik fontos megélhetési forrása a környék egyik fő terméke, a festékanyagot adó Haematoxylum campechianum nevű fa kereskedelme volt, így amikor 1774-ben több spanyol kikötőben eltörölték ennek a fának a behozatalára kivetett adót, a kereskedelem és ezáltal a település gazdasága nagyon fellendült. 1813-ban kapta meg a villa rangot, a következő évtizedekben pedig hol Yucatán, hol Tabasco fennhatósága alatt állt.
A jövőben a halászat is fejlődésnek indult, majd 1971-ben egy Rudesindo Cantarell nevű halász jelezte az olajtársaságoknak, hogy egy úszó olajfoltot látott a tengeren. Így hamarosan megkezdődtek a próbafúrások, 1975-ben pedig a kitermelés is, ami új lendületet adott Ciudad del Carmen iparosodásának.

## Turizmus, látnivalók
A város jelentős idegenforgalmát főként a tengerpartnak köszönheti, de vannak értékes műemlékei is, például a 18. századi Nuestra Señora del Carmen-templom.